# Welcome Back My Friends to the Show That Never Ends
Welcome Back My Friends to the Show That Never Ends ~ Ladies and Gentlemen ist ein Livealbum der britischen Progressive-Rock-Band Emerson, Lake and Palmer. Das Album wurde 1974 zunächst auf drei LPs, später auf zwei CDs veröffentlicht.
1973 und 1974 traten Emerson, Lake and Palmer auf ihrer Someone Get Me a Ladder-Tour weltweit auf. Der Titel des Albums stammt von der ersten Textzeile des Liedes „Karn Evil 9: First Impression, Part 2“ und diente am Beginn der Konzerte zur Begrüßung der Fans. Das Album erreichte Platz 4 der Billboard-Charts und damit die beste Chartplatzierung eines Albums von ELP in den USA.

## Titelliste

### Titelliste der LP-Version

#### Seite eins
1. Hoedown
2. Jerusalem
3. Toccata

#### Seite zwei
1. Tarkus – 16:42

#### Seite drei
1. Tarkus (Conclusion) – 10:42
2. Take a Pebble, including Still...You Turn Me On / Lucky Man

#### Seite vier
1. Piano Improvisations
2. Take a Pebble (Conclusion)
3. Jeremy Bender / The Sheriff

#### Seite fünf
1. Karn Evil 9: 1st Impression – 17:26

#### Seite sechs
1. Karn Evil 9: 2nd Impression – 7:36
2. Karn Evil 9: 3rd Impression – 10:17

### Titelliste der CD-Version

#### CD 1
1. Hoedown Taken from Rodeo (Aaron Copland, arr. Keith Emerson, Greg Lake & Carl Palmer) – 4:27
2. Jerusalem (Charles Hubert Hastings Parry, William Blake, arr. Emerson Lake & Palmer) – 2:51
3. Toccata An adaptation of Ginastera's 1st piano Concerto, 4th movement (Alberto Ginastera, arr. Emerson) – 7:22
4. Tarkus – 27:24
  - Eruption (Emerson)
  - Stones of Years (Emerson, Lake)
  - Iconoclast (Emerson)
  - Mass (Emerson)
  - Manticore (Emerson)
  - Battlefield (Lake) including Epitaph (Robert Fripp, Ian McDonald, Lake, Michael Giles, Peter Sinfield)
  - Aquatarkus (Emerson)
5. Take a Pebble (Lake) including Still...You Turn Me On (Lake) and Lucky Man (Lake) – 11:06

#### CD 2
1. Piano Improvisations Including Friedrich Gulda´s Fugue and Joe Sullivan´s Little Rock Getaway (Emerson) – 11:53
2. Take a Pebble (Conclusion) (Lake) – 3:14
3. Jeremy Bender / The Sheriff (Emerson, Lake) – 5:05
4. Karn Evil 9 (Emerson, Lake, Sinfield) – 35:58
  - Karn Evil 9: 1st Impression (Emerson, Lake, Sinfield)
  - Karn Evil 9: 2nd Impression (Emerson)
  - Karn Evil 9: 3rd Impression (Emerson, Lake, Sinfield)